# Three Dog Night (альбом)
Three Dog Night (также известен под названием One) — дебютный студийный альбом одноимённой американской рок-группы Three Dog Night. Релиз состоялся 16 октября 1968 года на лейбле Dunhill Records. Наиболее известным хитом с этого диска является песня «One». Альбом попал в Топ-20 чартов  США и Канады и несколько раз переиздавался лейблами Dunhill, MCA и Geffen.

## Запись и производство
Группа Three Dog Night была основана в 1967 году Дэнни Хаттоном, Кори Уэллсом, Чаком Негроном, Джо Шерми, Флойдом Снидом, Джимми Гринспуном и Майклом Оллсапом. После нескольких выступлений в Лос-Анджелесе коллектив привлек внимание нескольких звукозаписывающих лейблов. После концерта в клубе The Troubadour группа подписала контракт с дочерним лейблом ABC — Dunhill и приступила к записи своего дебютного альбома.
Three Dog Night был записан в студии American Recording Company. Продюсерами записи стали Билл Купер и Габриел Меклер, который ранее ранее сотрудничал с группой Steppenwolf и работал звукорежиссёром Ричарда Полодора — будущего продюсера группы.

## Синглы и дизайн
В ноябре 1968 года с Three Dog Night был выпущен сингл «Nobody», би-сайдом которому послужила песня «It’s For You». В январе 1969 года был выпущен сингл «Try a Little Tenderness», на би-сайде была песня «Bet No One Ever Hurt This Bad». Последний сингл с альбома, «One» (вместе с би-сайдом «Chest Fever») увидел свет в апреле того же 1969 года.
Обложка альбома, разработанная Гари Бёрденом, изначально состояла только из названия группы. После выхода синглов «Nobody» и «Try a Little Tenderness», имевших умеренный успех, группа начала работу над следующим альбомом  Suitable for Framing. Во время планирования выхода  Suitable for Framing солист Three Dog Night Чак Негрон обратился к руководству Dunhill ABC с просьбой рассматривать «One» (в котором ведущая роль была у Негрона) в качестве следующего сингла группы. Лейбл выпустил «One» в виде сингла на нескольких пробных рынках, и запись быстро стала первым настоящим хитом Three Dog Night, в конечном счёте забравшись на пятую позицию в национальных чартах США. Название сингла было добавлено под именем группы на обложке этого альбома, чтобы заработать на популярности песни.

## Список композиций
1. «One» — 3:00
2. «Nobody» — 2:18
3. «Heaven Is in Your Mind» — 2:55
4. «It’s for You» — 1:40
5. «Let Me Go» — 2:24
6. "Chest Fever ' — 4:40
7. «Find Someone to Love» — 2:00
8. «Bet No One Ever Hurt This Bad» — 4:03
9. «Don’t Make Promises» — 2:45
10. «The Loner» — 2:32
11. «Try a Little Tenderness» — 4:05

## Участники записи
Люди, принимавшие участие в записи Three Dog Night:
- Дэнни Хаттон[англ.] — вокал
- Чак Негрон[англ.] — вокал
- Кори Уэллс[англ.] — вокал
- Джимми Гринспун — клавишные
- Майкл Оллсап — гитары
- Джо Шерми — бас
- Флойд Снид[англ.] — ударные, перкуссия

Технический персонал
- Габриел Меклер[англ.] — продюсер
- Ричард Полодор[англ.] — звукорежиссёр
- Билл Купер — звукоинженер

## Чарты и сертификации

### Альбом
| Чарт (1969)           | Позиция |
| --------------------- | ------- |
| Canadian Albums Chart | 17      |
| US Billboard 200      | 11      |

| Ассоциация  | Дата            | Сертификация (по итогам продаж) |
| ----------- | --------------- | ------------------------------- |
| RIAA — U.S. | 15 августа 1969 | Золотой (500,000 копий)         |
| RIAA — U.S. | 5 августа 2008  | Платиновый (1,000,000 копий)    |

### Синглы
| Название                  | Чарт (1969)          | Позиция |
| ------------------------- | -------------------- | ------- |
| «Nobody»                  | US Billboard Hot 100 | 116     |
| «Try a Little Tenderness» | US Billboard Hot 100 | 29      |
| «Try a Little Tenderness» | Canadian Top Singles | 19      |
| «One»                     | US Billboard Hot 100 | 5       |
| «One»                     | Canadian Top Singles | 4       |